# Hangony
Hangony je obec na severovýchodě Maďarska v župě Borsod-Abaúj-Zemplén. Leží 2 km od hranic se Slovenskem.
Rozkládá se na ploše 39,15 km² a v roce 2024 zde žilo 1 385 obyvatel.